# Timothee Adamowski
Timothee Adamowski (né à Varsovie le 24 mars 1858 et décédé à Boston le 18 avril 1943) est un chef d'orchestre, violoniste et compositeur américain d'origine polonaise.

## Biographie
Il étudie au Conservatoire de Varsovie avec Apollinaire de Kontski avant de poursuivre ses études au Conservatoire de Paris avec Lambert Massart. À son arrivée aux États-Unis, il voyage en tant que soliste avec Maurice Strakosch et Clara Louise Kellogg. En 1885 et 1886, il enseigne au New England Conservatory of Music. En 1888, il fonde le Adamowsky String Quartet, une formation de quatuor à cordes comprenant Emmanuel Fiedler comme second violon, Daniel Kuntz comme alto et Giuseppe Campanari comme violoncelliste. Il le réorganise en 1890 avec Arnold Moldauer, Max Zach, et son frère Joseph Adamowski au violoncelle. De 1890 à 1894, il dirige le Boston Pops Orchestra. Il voyage fréquemment à Paris, Londres et dirige aussi à Varsovie. Certaines de ses mélodies ont été publiées. Il a laissé des pièces pour violon : Barcarolle, Polish Dance, etc.